# Since1889
Since1889 — японская метал-группа из Ниигаты. Отличаются мрачной, довольно тяжелой музыкой в сочетании с приятным хриплым вокалом. В первом составе группы были такие участники: 菅原広太 (Sugawara Kouta), 智 (Tomokazu), 亮 (Ryo), 高広 (Takahiro) и 宏基 (Hiroki).
В начале своей карьеры их трек FAKE вошел в сборник Resident of delusion V.A (2005.07.27). Позже песня HERO так же вошла в один из сборников Relative+Heart V.A (2005.12.28). Затем группа запустила мини-альбом Gaula (2006.06.01), но после записи их постигла неудача, басист 高広 (Takahiro) покинул группу, и в начале 2007 года группу покинул гитарист 亮 (Ryo), впоследствии присоединившийся к группе √eight.
В конце 2007 года на смену старым пришли новые участники: Setsu, Takushi и Sigma. Собравшись с силами группа выпустила сразу два CD с live-записями esCargot и THE 「C」BLOOD MANIFEST.
В 2008 выпустив новый мини-альбом DIABOLOS группу опять постигла неудача, ушли Takushi и басист Sigma. Решив что в группе не будет бас-гитаристов (кроме сессионных), заменили Takushi новым гитаристом Yoshiatsu в 2009 году. В этом же 2008-м году выпустили сингл Dear…Raila и последний мини-альбом ENEMY.
8 августа 2009 года на своем выступлении группа раздала флаеры с сообщением о том, что Since1889 распадаются, без каких-либо объяснений причин этого решения. Их последнее выступление под названием To All The People Who Exist прошел 8 августа в клубе Meguro Rockmaykan.
С тех пор вокалист 菅原広太 (Kouta) и гитарист Setsu играют вместе ex-гитаристом 智 (Tomokazu) в сессионной группе Sasori.
Yoshiatsu создал группу Crazy★shampoo, а затем перешел в DADAROMA Архивная копия от 4 ноября 2016 на Wayback Machine.